# Агаше, Мандар
Мандар Агаше (англ. Mandar Agashe, род. 24 мая 1969, Бомбей) — индийский музыкант, музыкальный продюсер и бизнесмен. Он является основателем и вице-председателем компании Sarvatra Technologies. Он и его семья оказались в центре скандала во время резонансного дела о предполагаемом мошенничестве банка Suvarna Sahakari в 2008 году.

## Ранние годы
Агаше родился в Мумбаи в семье Днянешвара Агаше и Рекхи Гогте. Он, его брат Ашутош Агаше и сестра Шитал Агаше, являются внуками промышленника Чандрашекхара Агаше. У него также есть двое детей от предыдущего брака, в том числе Ади Агаше.

## Карьера
В 1998 году он выпустил свой первый альбом «Nazar Nazar». Альбом был записан на хинди и английском языках, несколько песен из альбома были представлены на MTV India. В 2003 году Агаше создал музыку для международных слушателей и выпустил в Германии сингл под названием I Need Someone. В 2016 году он выпустил альбом с Ашей Бхосле под названием «82», отражающий возраст Аши на момент записи.
В 2020 году, в начале пандемии COVID-19, Агаше объявил, что рассмотрит возможность перевода половины своих сотрудников на работу из дома после окончания карантина. По состоянию на 2021 и 2022 годы Агаше часто цитируется несколькими изданиями как эксперт в секторах банковского программного обеспечения и финансовых технологий.

## Дискография

### Сольный исполнитель
- Achanak (1997)
- Nazar Nazar (1998)
- I Need Someone – Single (2003)
- Two of Us (2005)

### Музыкальный руководитель
- 82 (2016), Аша Бхосле
- Theek Aahe, Chaan Aahe, Masta Aahe (2021), Рахул Дешпанде[англ.]